# Malmhund

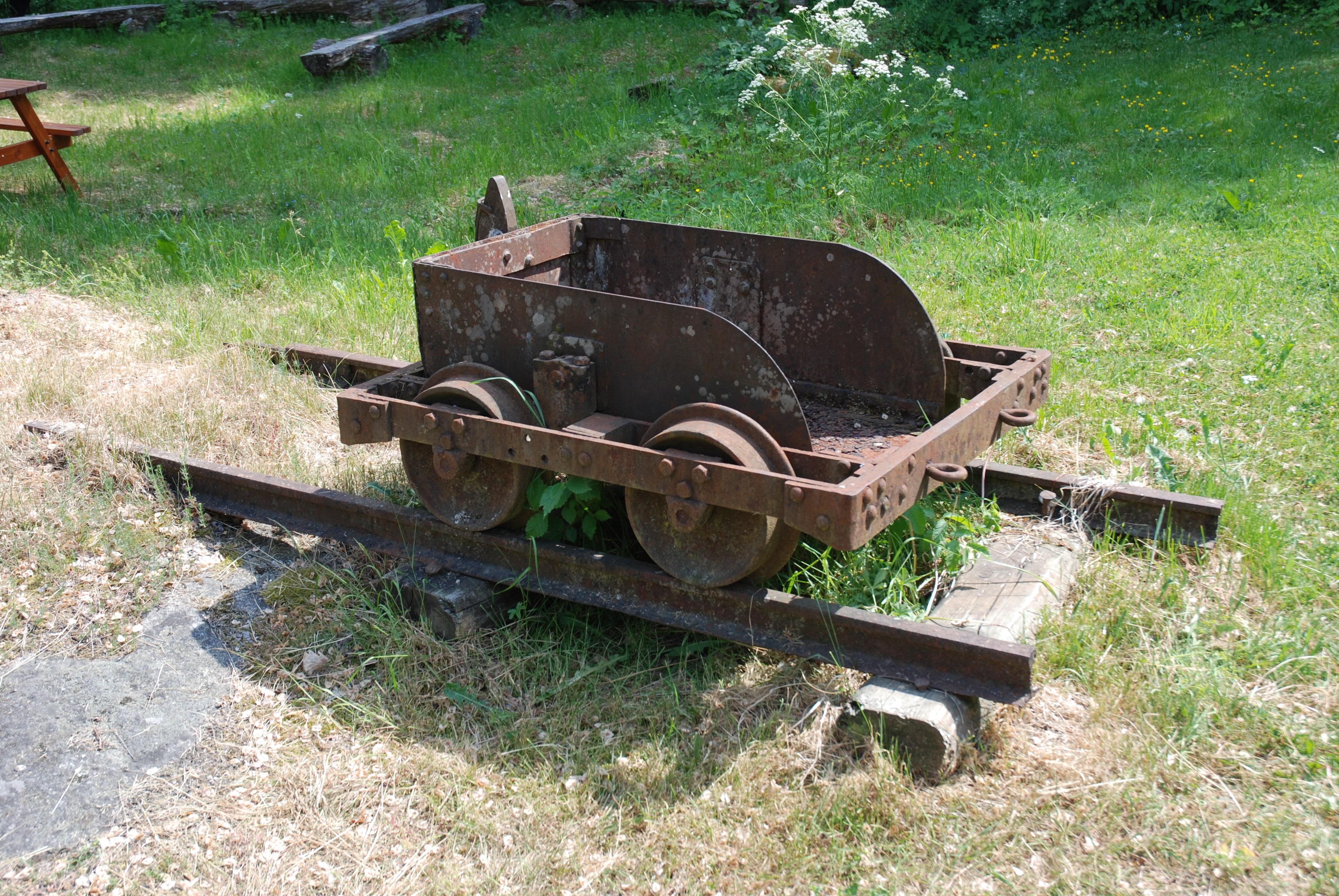
Malmhund på Edsbro bruk

Malmhund kallades en speciell tippvagn som användes vid gruvor, järnbruk och hyttor för att forsla malm. Detta kunde ske från lagerfickor eller malmplanen, via en spårbana upp till rostugnskransen, där malmen tippades ned i rostugnen (chargerades) för att vid rostningen befrias från svavel och andra föroreningar. Arbetet med att fylla och hantera malmhundarna utfördes oftast av så kallade malmskjutare.
Vid hyttorna betjänade malmhundarna även själva masugnen med malm.
Till utseendet kan malmhundarna liknas vid en miniatyr av de godsvagnar som idag används på malmbanan mellan Kiruna och Narvik.

## Bildgalleri

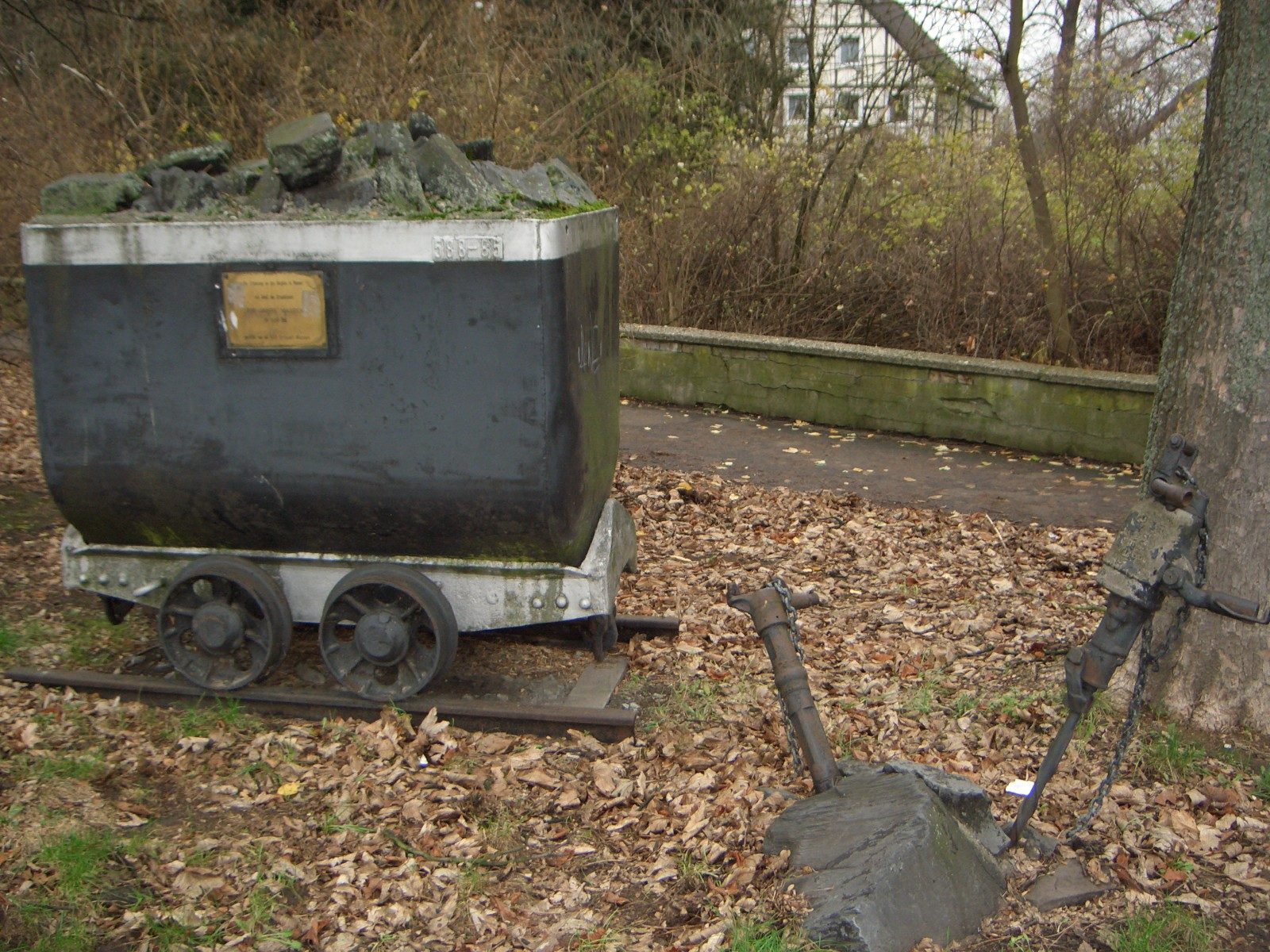
Malmhund, Tyskland
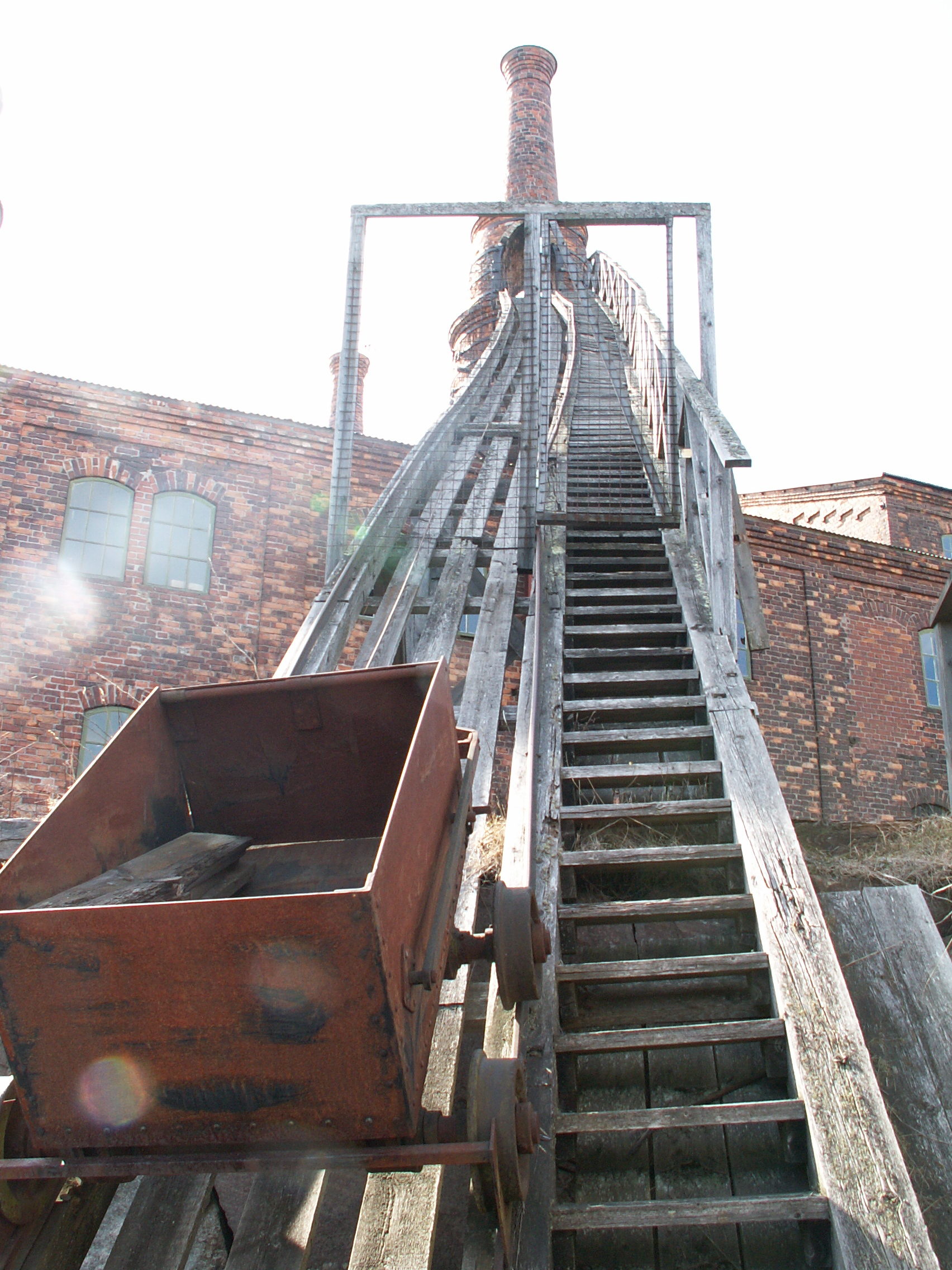
Malmhund Forsbacka bruk